# Antineutrino
| Fermión                  | Símbolo                               | Masa                 |
| Familia del electrón     | Familia del electrón                  | Familia del electrón |
| ------------------------ | ------------------------------------- | -------------------- |
| Neutrino electrónico     | {\displaystyle \nu _{e}^{}}           | < 2.5 eV             |
| Antineutrino electrónico | {\displaystyle {\bar {\nu }}_{e}}     | < 2.5 eV             |
| Familia del muon         |                                       |                      |
| Neutrino muónico         | {\displaystyle \nu _{\mu }^{}}        | < 170 keV            |
| Antineutrino muónico     | {\displaystyle {\bar {\nu }}_{\mu }}  | < 170 keV            |
| Familia del tau          |                                       |                      |
| Neutrino tauónico        | {\displaystyle \nu _{\tau }^{}}       | < 18 MeV             |
| Antineutrino tauónico    | {\displaystyle {\bar {\nu }}_{\tau }} | < 18 MeV             |

El antineutrino es la antipartícula teórica correspondiente al neutrino, de masa unas diez mil veces menor que la del electrón, de spin 1/2 y perteneciente a la familia de los leptones; de la cual existen tres tipos: el antineutrino electrónico ({\displaystyle {\overline {\nu }}_{e}}), el antineutrino muónico ({\displaystyle {\overline {\nu }}_{\mu }}) y el antineutrino tauónico({\displaystyle {\overline {\nu }}_{\tau }}) que se refieren a los tres tipos de neutrinos respectivamente. Es una partícula de carga nula que se produce en procesos de desintegración beta. Todos los antineutrinos observados presentan una helicidad en el sentido de las agujas del reloj, contraria a la de los neutrinos.
La interacción de los antineutrinos con la materia se produce sólo mediante la gravedad y la interacción nuclear débil, lo que hace que sean muy difíciles de detectar experimentalmente. Los experimentos de oscilación de neutrino muestran que los antineutrinos poseen masa, pero por la desintegración beta se comprueba que ésta es muy pequeña.
La carga nula tanto del neutrino como del antineutrino podría indicar que ambas son en realidad la misma partícula, propiedad que las determinaría como fermiones de Majorana.